# 门迪·莫莱因
莫蒂默·门德尔·「门迪」·莫莱因（英語：Mortimer Mendel "Mendy" Morein，1926年5月22日—2003年4月1日），生于魁北克省蒙特婁，是一名加拿大男子籃球運動員，曾代表加拿大參加1948年夏季奧林匹克運動會的男子籃球比賽。